# Saharolana seurati
Saharolana seurati là một loài chân đều trong họ Cirolanidae. Loài này được Monod miêu tả khoa học năm 1930.